# 반지성주의

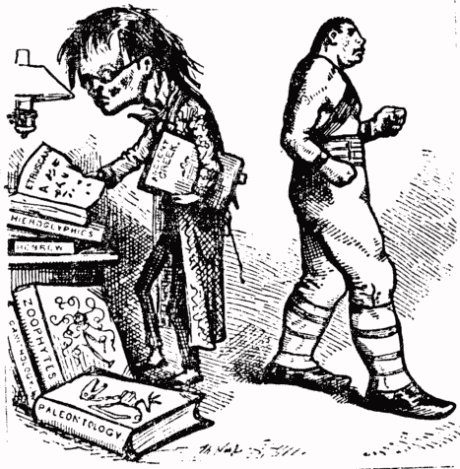
토머스 내스트의 시사만화(1875년경). 비쩍 마른 학자와 둔한 권투 선수를 대조하여 독해와 연구는 스포츠와 신체 활동과 대조되는 것이라는 포퓰리즘다운 시각을 전형이 될 만하게 보인다.

반지성주의(反知性主義, 영어: Anti-intellectualism) 또는 반주지주의(反主知主義)는 지성, 지식인, 지성주의에 대한 적대감과 불신을 말하며, 교육, 철학, 문학, 예술, 과학을 무의미하거나, 정치적으로 적대적이거나, 경멸스러운 것으로 보는 등 다양한 형태로 나타난다. 대중을 중심으로 한 담론에서, 반지성주의자들은 정치상·학문상 엘리트에 맞서 대중을 옹호하는 사람을 자처하고 또 그렇게 받아들여진다. 이들은 교육받은 인구를 다수 대중의 관심사와 유리된 지배 계층으로 여겨 적대시하며, 이들이 정치적 담론과 고등교육을 독점한다고 비난한다.
역사적인 전체주의적 체제들은 정치적 반대 의견을 억압하기 위하여 반지성주의를 자주 활용하였다. 아돌프 히틀러의 《나의 투쟁》 따위에서 나타나는 국가사회주의 독일 노동자당의 포퓰리즘 레토릭은 반지성주의를 매우 전형적으로 나타낸다. 반지성주의의 극단에 도달한 정치 형태는 1970년대 폴 포트와 크메르 루주 정권 치하의 캄보디아(당시 국호 민주 캄푸치아)에서 나타났다.
한국에서는 간혹 학계의 엄격한 기준에 부합하기에 실패한 자칭 지식인들을 반지성주의자라고 하기도 하나 이때에는 사이비 지식인이라는 표현이 더 정확한 용어이다.

## 일부 학계의 반지성주의
철학자 존 설은 저서 Campus War (1971)에서 다음과 같이 썼다: "급진주의 운동에서 가장 두드러지는 두 가지 특징은 반지성주의와 대학 기관에 대한 적대감이다. 지식인은 정의상 그 자체를 위해 아이디어를 진지하게 받아들이는 사람들이다. 그들에게는 실제 적용과는 별개로 이론이 참인지 거짓인지의 여부가 중요하다. 리처드 호프스태터의 지적과 같이 지식인은 아이디어에 대해 장난기와 경건함을 동시에 보인다. 그러나 급진주의 운동에서는 지식 그 자체를 위한 지식이라는 지성주의의 이상을 거부한다. 그들에게 지식은 행동의 기반으로서만 가치있는 것이고 그 자체로는 별 가치가 없다고 여겨지며, 무언가를 아는 것보다 자신이 어떻게 느끼는가를 훨씬 중시한다."
Social Sciences as Sorcery (1972)에서 사회학자 스타니슬라프 안드레스키(Stanislav Andreski)는 일반인들에게 사회 문제를 해결하겠다는 의심스러운 주장을 하며 권위에의 호소를 행하는 지식인들을 불신해야 한다고 다음과 같이 주장하였다: "유명한 출판사에서 찍혀 나왔다는 사실이나 저자가 출판한 양이 많다는 사실을 중요히 생각할 필요는 없다. ... 출판사는 인쇄기를 바쁘게 유지하기를 원하며, 말도 안 되는 것이라도 판매할 수 있다면 반대하지 않는다는 것을 기억하라."
Science and Relativism: Some Key Controversies in the Philosophy of Science (1990)에서 과학철학자이자 인식론자인 래리 라우든은 미국 대학에서 가르치는 지배적인 유형의 철학(포스트모더니즘과 포스트구조주의)을 반지성주의의 대표로 지적하며, "사실과 증거가 중요하다는 생각을 모든 것이 주관적 관점으로 귀결된다는 이념으로 대체하는 것은 미국의 정치 캠페인에 버금가는 현대 반지성주의의 가장 두드러지고 치명적인 징후"라고 표현하였다.

## 정치적 도구로써
20세기의 여러 정권은 대중의 정치적 반대를 신속하게 종식시키기 위해 지식인 계층을 권력으로부터 체계적으로 배제했다. 예를 들어 냉전기(1945-1991) 동안 체코슬로바키아 사회주의 공화국(1948-1990)은 철학자 바츨라프 하벨을 정치적으로 체코인 대중의 신뢰를 받을 수 없는 간주하여 배척하였다. 하벨은 1989년 벨벳 혁명으로 일어난 탈공산주의 과정에서 10년 임기 대통령으로 선출되었다.
캄보디아의 크메르 루즈(1975-1979) 정권과 같이 사회를 완전히 재창조하고자 한 극단적인 이념의 독재정권은 잠재적인 반대자들, 특히 교육받은 중산층과 지식인을 선제적으로 죽였다. 캄보디아 역사의 원년(Year Zero)을 실현하기 위해 크메르 루즈의 사회정책은 탈산업화를 통해 경제를 재구성하려 하였고, 도시 지역의 전문직(의사, 변호사, 엔지니어 등) 및 외국과 정치적 관련이 있는 사람들을 반공주의자로 규정하고 철저히 배제하려 했다. 폴 포트의 교리상 교육받지 않은 농부들만이 캄보디아의 진정한 프롤레타리아트로서 권력을 가질 자격이 있는 노동계급의 대표였으며, 이에 따라 반지성주의적 숙청이 대대적으로 이루어졌다.
1966년 아르헨티나의 후안 카를로스 온가니아 장군이 이끄는 반공주의 군사독재 정권은 '장봉의 밤'에 정치적으로 위험한 학자들의 신병을 축출하기 위해 부에노스아이레스 대학교에 개입하였다. 학계 지식인의 추방은 아르헨티나의 사회와 경제에 있어 국가적 두뇌 유출로 이어졌다.

### 공산주의
1917년 러시아 혁명 이후의 첫 10년 동안 볼셰비키는 차르 시대 지식인들이 프롤레타리아트를 적대할 가능성이 있다고 의심했고, 이에 따라 초기 소련 정부는 정식 교육을 제대로 받지 못한 사람들을 위주로 구성되었다. 또한 폐위된 부유계층을 "권리 박탈자"로 부르고 그 자녀들을 교육에서 제외하였다. 결국 1922년 작가, 철학자, 과학자, 엔지니어 등 지식인 200여 명이 철학자의 배를 타고 독일로 추방되었고, 나머지는 1923년 라트비아와 터키 등지로 추방되었다. 한편 혁명 기간 동안 실용적인 볼셰비키는 경제, 산업 및 농업을 관리하고 그들로부터 배우기 위해 "부르주아 전문가"들을 고용했다. 러시아 내전 이후 사회주의를 달성하기 위해 소비에트 연방은 문해력과 교육을 강조하여 상아탑 지식인보다는 교육받은 "노동계층 지식인"을 통해 국가 근대화에 기여하도록 했다. 1930년대에서 1950년대 사이에 이오시프 스탈린 정권은 블라디미르 레닌의 인텔리겐치아들을 그에게 충성하며 특유의 소비에트 세계관을 믿는 인텔리겐치아로 교체했고, 이에 따라 소련 내에서 리센코주의와 같은 유사과학적 주장이 득세하기도 했다.
1937년 10월 벨라루스에서는 작가, 예술가, 정치인들이 소련 점령 당국에 의해 대량 학살당했다. 이 사건은 벨로루시 동부의 소비에트 통제 지역에서 벨라루스인에 대한 숙청과 탄압이 최고조에 달한 때였다.

### 파시즘
이상주의 철학자 조반니 젠틸레는 좋은(능동적인) 지식인과 나쁜(수동적인) 지식인을 구분짓는 autoctisi(자기 실현)의 개념을 제시하여 파시스트 이데올로기의 지적 기반을 확립했다. 그는 1925년 3월 30일 볼로냐에서 열린 파시스트 문화대회에서 다음과 같이 연설했다: "파시즘은 지성이 아니라 지성주의와 싸운다. 지성주의는 지성의 질병이며, 다만 남용의 결과가 아닌데, 지성은 아무리 많아도 좋은 것이기 때문이다. 그것은 사람이 스스로를 삶에서 분리할 수 있다는 잘못된 믿음에서 파생된 것이다."
그리고 그는 자신의 지성을 추상적으로 사용하여 타락해버린 "수동적 지식인"에 반대하고 지성을 실천에 적용하는 구체적 사고를 행하는 "능동적 지식인"을 이상으로 제안했으며, 이는 퇴폐적인 공산주의 지식인 안토니오 그람시에 대항하는 파시스트 베니토 무솔리니처럼 "행동하는 사람"을 가리키는 것이었다. 그에 의하면 수동적 지식인은 아이디어를 객관화함으로써 지성을 침체시키고 이를 대상화한다. 이에 따라 파시즘은 행동 여부를 결정하는 데 있어 당면한 문제와 관련없는 것에 의존하는 유물론적 논증을 거부하였다.

## 관련 사상
- 반엘리트주의
- 반계몽주의
- 포퓰리즘
- 의사과학
- 르상티망
- 음모론